# Сировина для виробництва порцеляно-фаянсових виробів Закарпатської області
Сировина для виробництва порцеляно-фаянсових виробів Закарпатської області
У 1986—1990 рр. при проведенні робіт по якісній оцінці каоліну Берегівського родовища вивчалися каоліни Квасівського і Дубрінічського родовищ, Закарпатські світловипалювальні глини (Іванківського, Малокопанського, Онокського, Мідяницького і Чабанівського родовищ), лужні бентоніти Киштинського родовища.
Згідно висновків Українського науково-дослідного інституту порцеляно-фаянсової промисловості берегівський, квасівський і дубрінічський каоліни, закарпатська світловипалювальна глина і Киштинський бентоніт є високоякісною сировиною придатною для виробництва порцелянових виробів як способом пластичного формування так і способом шлікерного лиття.
Дану місцеву сировину можна використовувати в порцелянових масах до 85 % від їх складу.
В інституті були розроблені склади порцелянових мас, визначені фізико-технічні властивості і вибрані їх оптимальні склади в межах:
1. Каолін берегівський -20-43 %
2. Каолін квасівський — 10-45 %
3. Каолін дубринічський -10-30 %
4. Глина світловипалювальна Закарпатська — 20-30 %
5. Бентоніт киштинський — 5-7 %
Були також визначені фізико-технічні властивості порцелянової сировини. Як порцелянова сировина використовуються доломіти Прибуйського родовища Закарпаття (в складі мас в межах 8-10 %).
Каолінові родовища Берегівське і Дубриничське станом на початок ХХІ ст. експлуатуються, на Квасівському проводиться геологічне вивчення з дослідно-промисловою експлуатацією, родовища світловипалювальних глин розвідані в минулі роки, бентоніти Киштинського родовища розвідуються.